# Jaszuny (gmina)
Gmina Jaszuny (lit. Jašiūnų seniūnija) – gmina w rejonie solecznickim okręgu wileńskiego na Litwie.
Polacy stanowią 77,5% ludności gminy.

## Miejscowości
Miejscowości w gminie Jaszuny: Alteracja (miejscowość), Aszkałejty, Borkuszki (gmina Jaszuny), Bujki, Czetyrki, Dajnowo Jaszuńskie, Dziaguszki, Gaj (gmina Jaszuny), Gajłoże, Jaszuny, Kaczanki, Karczemka (Litwa), Kiejdzie, Krakszle, Ludwinowo (gmina Jaszuny), Morozówka, Morozy, Nowosiółki (gmina Jaszuny), Piełokańce, Pleniewszczyzna, Podbarcie, Polepie, Rawiele, Ruczaj (gmina Jaszuny), Rudniki (Litwa), Sokoły (gmina Jaszuny), Soły (rejon solecznicki), Ślizuny, Wieczoryszki, Wojcieszuny, Zacharyszki Wielkie (rejon solecznicki), Zielonka (Litwa).